# يوشيهيرو سوزوكي
يوشيهيرو سوزوكي (باليابانية: 鈴木義広؛ بالكانا: すずき よしひろ) هو لاعب كرة قاعدة ياباني، ولد في 5 يناير 1983.

## وصلات خارجية
- يوشيهيرو سوزوكي على موقع الدوري الياباني لكرة القاعدة (الإنجليزية)
- يوشيهيرو سوزوكي على موقعبيزبول رفرنس.كوم (الدوري الثانوي) (الإنجليزية)